# Orlando Trustfull
Orlando Samuel Trustfull (ur. 4 sierpnia 1970 w Amsterdamie) – holenderski piłkarz grający na pozycji defensywnego pomocnika. W reprezentacji Holandii rozegrał 2 mecze.

## Kariera klubowa
Karierę piłkarską Trustfull rozpoczął w klubach Sloten/Rivalen i Blauw-Wit Amsterdam. W 1989 roku został zawodnikiem HFC Haarlem. 13 sierpnia 1989 zadebiutował w Eredivisie w przegranym 0:1 wyjazdowym meczu z FC Volendam. W zespole z Haarlemu grał przez jeden sezon.
W 1990 roku Trustfull przeszedł z Haarlemu do SVV Dordrecht, w którym swój debiut zanotował 8 września 1990 w zremisowanym 0:0 domowym meczu z Willem II Tilburg. 23 sierpnia 1991 w meczu z VVV Venlo (6:1) strzelił swojego pierwszego gola w Eredivisie. Piłkarzem Dordrechtu był przez półtora roku.
Jeszcze w 1991 roku Trustfull ponownie zmienił klub i został zawodnikiem FC Twente. W nim zadebiutował 3 listopada w meczu z Dordrechtem (5:0). W Twente występował do lata 1992 roku.
W 1992 roku Trustfull podpisał kontrakt z Feyenoordem. Swoje pierwsze spotkanie w tym klubie rozegrał 29 sierpnia 1992 w meczu z Utrechtem (0:0). W 1993 roku wywalczył z Feyenoordem mistrzostwo Holandii. Natomiast w 1994 i 1995 roku zdobył Puchar Holandii.
W 1996 roku Trustfull odszedł z Feyenoordu do angielskiego Sheffield Wednesday. W Premier League swój debiut zanotował 23 sierpnia 1996 w zwycięskim 2:1 wyjazdowym meczu z Newcastle United. W Sheffield grał przez rok.
W 1997 roku Trustfull wrócił do Holandii i został piłkarzem SBV Vitesse. Zadebiutował w nim 19 sierpnia 1997 w przegranym 0:5 wyjazdowym meczu z Ajaksem Amsterdam. W Vitesse grał do 2001 roku i wtedy też zakończył karierę piłkarską.
| Sezon   | Klub                | Kraj     | Rozgrywki      | Mecze | Bramki |
| ------- | ------------------- | -------- | -------------- | ----- | ------ |
| 1989/90 | HFC Haarlem         | Holandia | Eredivisie     | 14    | 0      |
| 1990/91 | SVV Dordrecht       | Holandia | Eredivisie     | 28    | 0      |
| 1991/92 | SVV/Dordrecht ’90   | Holandia | Eredivisie     | 22    | 1      |
| 1991/92 | FC Twente           | Holandia | Eredivisie     | 9     | 1      |
| 1992/93 | Feyenoord           | Holandia | Eredivisie     | 7     | 0      |
| 1993/94 | Feyenoord           | Holandia | Eredivisie     | 13    | 0      |
| 1994/95 | Feyenoord           | Holandia | Eredivisie     | 29    | 4      |
| 1995/96 | Feyenoord           | Holandia | Eredivisie     | 29    | 9      |
| 1996/97 | Sheffield Wednesday | Anglia   | Premier League | 19    | 3      |
| 1997/98 | SBV Vitesse         | Holandia | Eredivisie     | 30    | 4      |
| 1998/99 | SBV Vitesse         | Holandia | Eredivisie     | 5     | 1      |
| 1999/00 | SBV Vitesse         | Holandia | Eredivisie     | 12    | 1      |
| 2000/01 | SBV Vitesse         | Holandia | Eredivisie     | 6     | 0      |

## Kariera reprezentacyjna
W reprezentacji Holandii Trustfull zadebiutował 6 września 1995 roku w wygranym 1:0 spotkaniu eliminacji do ME 1996 z Białorusią, gdy w 71. minucie zmienił Michaela Reizigera. Zagrał także w innym meczu tych eliminacji, z Maltą (4:0), który był jego drugim i ostatnim w kadrze narodowej.
| Mecze i gole w reprezentacji | Mecze i gole w reprezentacji | Mecze i gole w reprezentacji | Mecze i gole w reprezentacji | Mecze i gole w reprezentacji | Mecze i gole w reprezentacji | Mecze i gole w reprezentacji |
| #                            | Data                         | Stadion                      | Rywal                        | Wynik                        | Gol                          | Rozgrywki                    |
| 1995                         | 1995                         | 1995                         | 1995                         | 1995                         | 1995                         | 1995                         |
| ---------------------------- | ---------------------------- | ---------------------------- | ---------------------------- | ---------------------------- | ---------------------------- | ---------------------------- |
| 1.                           | 06.09.1995                   | Rotterdam, Holandia          | Białoruś                     | 1:0                          | 0                            | el. ME 1996                  |
| 2.                           | 11.10.1995                   | Ta’ Qali, Malta              | Malta                        | 4:0                          | 0                            | el. ME 1996                  |